# Jean d'Arc
Pour les articles homonymes, voir d'Arc.
Jean d'Arc (Jehan dans l'orthographe de son époque), ou Jean du Lys, né vers 1404? à Domrémy et mort entre 1470 et 1477, est le fils de Jacques d'Arc et d'Isabelle Romée ainsi que le frère ainé de Pierre d'Arc. Il suivit sa sœur Jeanne d'Arc dans ses campagnes militaires lors de la guerre de Cent Ans.

## Biographie
En  1452, il devint bailli du Vermandois et capitaine de Chartres. En 1457, capitaine de Vaucouleurs, il épouse Anne de Villebresme, d'une famille orléanaise, dont il eut une fille, Marguerite, qui épousa Antoine de Brunet et mourut vers 1501-1502. Marguerite eut trois enfants : deux moururent sans descendance avant 1519; le troisième, Jean, épousa cette année-là Catherine de Thiville.

## Descendance
Jean d'Arc épousa Jehanne du Lys sa nièce (probable fille de son frère Jacquemin) de laquelle il aura au moins trois enfants :
- Margerite du Lys (né vers 1440 et morte en 1502), enqui suivit sa grand-mère à Orléans ;
- Claude du Lys (1452-1525), qui eut huit filles dont la postérité s’éteignit rapidement ;
- Thévenin du Lys (né vers 1465 et mort après 1549), qui eut quatre fils et une fille.